# ويذن تيمبتيشن
ويثين تيمبتيشن (بالإنجليزية: Within Temptation)‏, فرقة روك وميتال هولندية، تأسست عام 1996 من قبل عازف الجيتار روبيرت فيسترهولت والمغنية شارون دين آدل. نمط الموسيقى التي يعزفونها ميتال سيموفني، غوثيك ميتال وغوثيك روك.

## ألبومات الفرقة
- Enter عام 1997
- The Dance EP عام1998
- Mother Earth عام 2000
- Running Up That Hill EP عام 2003
- The Silent Force عام 2004
- The Heart of Everything عام 2007
- Black Symphony Live عام 2008
- An Acoustic Night at the Theater عام 2009
- The Unforgiving عام 2011[1]
- Hydra عام2014

### تاريخ الفرقة
درسو في هولندا عام 1995

## وصلات خارجية
- ويذن تيمبتيشن على موقع IMDb (الإنجليزية)
- ويذن تيمبتيشن على موقع ميوزك برينز (الإنجليزية)
- ويذن تيمبتيشن على موقع أول ميوزيك (الإنجليزية)
- ويذن تيمبتيشن على موقع ديسكوغز (الإنجليزية)

- الموقع الرسمي
- قناة الفرقة على يوتوب